# Elecciones generales de Japón de 1958
Las elecciones generales de Japón de 1958 se realizaron el 22 de mayo del mencionado año. Tenían como finalidad la renovación de los 467 escaños de la Cámara de Representantes, cámara baja de la Dieta Nacional . Fueron las sextas elecciones bajo la constitución japonesa de 1947 y las vigesimoctavas elecciones en general. El sistema electoral era el escrutinio mayoritario plurinominal. Hubo un total de 951 candidatos a diputados, de los cuales solo 19 eran mujeres.
Estos comicios marcaron un punto de inflexión en la política japonesa, pues fueron las primeras elecciones que enfrentaba el Partido Liberal Democrático, fundado tras la fusión del Partido Liberal y el Partido Democrático en 1955. El Partido Socialista de Japón, que se había reunificado el mismo año tras su breve división, también volvía a enfrentar una elección unido por primera vez. El Partido Liberal Democrático obtuvo una amplísima mayoría absoluta, con 298 escaños y el 59.07% del voto popular, a unos pocos escaños de gozar de una mayoría de dos tercios. En segundo lugar correspondió al Partido Socialista, con 167 escaños y un 33.09% de los votos. Muy atrás, el Partido Comunista Japonés obtuvo solo un escaño, y el último diputado fue para un candidato independiente.

## Resultados
|  | 57.80 % |

|  | 32.94 % |

|  | 2.55 % |

|  | 0.72 % |

|  | 5.99 % |

|  | 99.27 % |

|  | 0.73 % |

|  | 100.00 % |

|  | 76.99 % |

## Consecuencias
El Partido Liberal Democrático logró constituirse, luego de su abrumador triunfo, en la principal fuerza política japonesa a nivel nacional. Desde entonces hasta 2009, el PLD dominaría la vida política japonesa sin que ningún otro partido tuviera una posibilidad realista de alcanzar el gobierno. En 1993 comenzó a ser electoralmente desafiado y salió del poder por unos meses luego de perder la mayoría absoluta y que casi todos los partidos del parlamento se unieran en una coalición, que solo duraría hasta mediados de 1994. Desde entonces, el partido dominante comenzaría a enfrentar desafíos electorales cada vez más grandes hasta la victoria del Partido Democrático en 2009.